# Sándor Ferenczi
Sándor Ferenczi (ur. 7 lipca 1873 w Miszkolcu, zm. 22 maja 1933 w Budapeszcie) – węgierski neurolog i psychoanalityk.

## Życiorys
Urodził się w rodzinie wielodzietnej jako piąty z siedmiu synów Barucha Fränkla i Rosy z domu Eibenschütz; miał cztery siostry. Jego ojciec, pochodzący z polskiej Galicji Żyd, w 1879 przyjął węgierską formę imienia i nazywał się odtąd Bernát Ferenczi.
Ukończył protestancką szkołę średnią w Budapeszcie – stąd udał się do Wiednia, gdzie podjął studia medyczne. Po ich ukończeniu w 1894 roku pracował jako neurolog w budapeszteńskim szpitalu Świętej Elżbiety (Szent Erzsébet Kórház). Tutaj przez dłuższy czas studiował literaturę psychoanalityczną, zanim na początku 1908 roku spotkał się w Wiedniu z Sigmundem Freudem i został jego uczniem.
Na I Kongresie Psychoanalitycznym (27 kwietnia 1908 roku w Salzburgu) Ferenczi wygłosił wykład „Psychoanaliza i pedagogika”. Przedstawił w nim rewolucyjny projekt połączenia psychoanalizy freudowskiej z aktywnością pedagogiczną. „Rewolucja wewnętrzna”, jaką miała umożliwiać doktryna freudowska, mogłaby być „pierwszą rewolucją, której owocem byłoby przyniesienie prawdziwej ulgi rodzajowi ludzkiemu”. Podobne stanowisko reprezentował na kongresie inny jego uczestnik, Otto Gross. Freud jednak stanowczo odrzucił tę możliwość i nie chciał nawet podejmować dyskusji na ten temat; od tej pory Ferenczi skupił się na pracy klinicznej – został jednym z najbliższych współpracowników Freuda. W latach 1918–1919 był przewodniczącym Międzynarodowego Stowarzyszenia Psychoanalitycznego.

## Dorobek naukowy
Ferenczi stał się jednym z najpłodniejszych, najbardziej twórczych psychoanalityków. W pismach swych antycypował wiele idei, które Freud wypracował dopiero w późniejszym okresie – na przykład teorię odniesienia do obiektu i psychotraumatologię. W dziele Ferencziego poczesne miejsce zajmuje podkreślanie przeżyć okresu wczesnego dzieciństwa oraz teoria powstawania archaicznego „nad-ja” za sprawą introjekcji traumatyzującego obiektu („nad-ja”). Wespół z Ottonem Rankiem Ferenczi propagował w swej pracy pt. Entwicklungsziele der Psychoanalyse (1924) ideę bardziej aktywnej techniki terapii, postulując poważniejsze zaangażowanie się w nią psychoanalityka.
Fakt, że Ferenczi tak samodzielnie zajmował się psychoanalizą, na początku lat dwudziestych doprowadził do naderwania jego przyjaźni z Freudem. W ostatnich latach życia Ferenczi powrócił też do programu, którego wyrzekł się w latach wczesnej działalności, a zatem do idei „rewolucji wewnętrznej”.
Ferenczi przez wiele lat chorował na niedokrwistość złośliwą i zmarł z jej powodu. Ernest Jones twierdził, iż pod koniec życia Ferenczi zdradzał objawy choroby psychicznej. Na rok przed śmiercią Ferenczi wziął udział w XII Międzynarodowym Kongresie Psychoanalitycznym w Wiesbaden (4 września 1932), gdzie wygłosił swój najsłynniejszy referat o „pomieszaniu języków” między dzieckiem i dorosłym (Sprachverwirrung zwischen den Erwachsenen und dem Kind) – opisał w nim mechanizm utożsamienia dziecka z agresorem – utożsamienia, które w sytuacji agresji czy molestowania seksualnego jest mechanizmem zapewniającym mu przeżycie.

## Literatura
Pisma Ferencziego
- Ohne Sympathie keine Heilung: Das klinische Tagebuch von 1932, Fischer, Frankfurt (1999), ISBN 3-596-14269-5, ISBN 978-3-596-14269-9.
- Schriften zur Psychoanalyse (1908-1933)
- Psychoanalyse und Pädagogik (1908)

Korespondencja
- Sigmund Freud-Sándor Ferenczi, Briefwechsel, herausgegeben von Ernst Falzeder und Eva Brabant, Wiedeń, Böhlau-Verlag.
- Sandor Ferenczi-Georg Groddeck, Briefwechsel 1921-1933, Fischer Taschenbuch Verlag GmbH, Frankfurt nad Menem 1986, ISBN 3-596-26786-2.

Pisma o Ferenczim
- Paul Harmat, Freud, Ferenczi und die ungarische Psychoanalyse, Tybinga, Ed. Diskord 1988. ISBN 3-89295-530-1.